# Verxínne
Verxínne (en (ucraïnès): Вершинне) és un poble de la República Autònoma de Crimea a Ucraïna, que el 2014 tenia 158 habitants. Pertany al districte rural de Saki.